# Ali Sowe
Ali Sowe (Villafranca di Verona, 14 juni 1994) is een Gambiaans voetballer die bij voorkeur als aanvaller speelt. In 2012 debuteerde hij voor het Gambiaans voetbalelftal.

## Clubcarrière
Chievo Verona haalde Sowe begin 2013 weg bij het Gambiaanse Real de Banjul FC. Op 12 mei 2013 debuteerde hij voor Chievo in de Serie A als invaller tegen Torino. Daarmee schreef hij geschiedenis als eerste Gambiaanse speler in de Serie A. Op 17 juli 2013 besloot de club om hem voor een jaar uit te lenen aan SS Juve Stabia, dat uitkomt in de Serie B. Hij werd tijdens het seizoen 2013/14 door Chievo Verona uitgeleend aan SS Juve Stabia, dat actief was in de Serie B

## Interlandcarrière
Sowe debuteerde reeds in 2012 voor Gambia. Zijn tweede interland speelde hij op 15 juni 2013 - één dag na zijn negentiende verjaardag - voor Gambia in een WK-kwalificatiewedstrijd tegen Marokko.
1 Çetin ·
2 Alikulov ·
3 Pehlivan ·
4 Mocsi ·
5 Højer ·
6 Papanikolaou ·
7 Ömür ·
8 Varesanovic ·
9 Sowe ·
10 Olawoyin ·
16 Yaşar ·
17 Bulut ·
18 Buljubašić ·
19 Ghezzal ·
20 Özcan ·
21 Pinchi ·
27 Korkmaz ·
28 Akintola ·
30 Grbić ·
37 Şahin ·
45 Karapo ·
54 Pala ·
77 Zeqiri ·
Coach: Palut